# Cyrtophora
Cyrtophora är ett släkte av spindlar. Cyrtophora ingår i familjen hjulspindlar.

## Dottertaxa tillCyrtophora, i alfabetisk ordning[1]
- Cyrtophora acrobalia
- Cyrtophora admiralia
- Cyrtophora beccarii
- Cyrtophora bicauda
- Cyrtophora bidenta
- Cyrtophora caudata
- Cyrtophora cephalotes
- Cyrtophora cicatrosa
- Cyrtophora citricola
- Cyrtophora cordiformis
- Cyrtophora cylindroides
- Cyrtophora diazoma
- Cyrtophora doriae
- Cyrtophora eczematica
- Cyrtophora exanthematica
- Cyrtophora feai
- Cyrtophora forbesi
- Cyrtophora gemmosa
- Cyrtophora guangxiensis
- Cyrtophora hainanensis
- Cyrtophora hirta
- Cyrtophora jabalpurensis
- Cyrtophora koronadalensis
- Cyrtophora ksudra
- Cyrtophora lacunaris
- Cyrtophora lahirii
- Cyrtophora larinioides
- Cyrtophora leucopicta
- Cyrtophora limbata
- Cyrtophora lineata
- Cyrtophora moluccensis
- Cyrtophora monulfi
- Cyrtophora nareshi
- Cyrtophora parangexanthematica
- Cyrtophora parnasia
- Cyrtophora petersi
- Cyrtophora subacalypha
- Cyrtophora unicolor